# Europsko prvenstvo u košarci za žene – Poljska 1978.
Europsko prvenstvo u košarci za žene 1978. godine održalo se u Poznanju u Poljskoj od 20. do 30. svibnja 1978. godine.